# Хилл, Бенджамин
Бенджамин Мако Хилл (родился 2 декабря 1980 года) — разработчик свободного программного обеспечения, хакер и писатель. Он является одним из соавторов и разработчиков свободного программного обеспечения в рамках проектов Debian и Ubuntu, а также соавтором трёх технических руководств по этой теме: «Библия Debian GNU/Linux 3.1», «Официальная книга сервера Ubuntu» и «Официальная книга Ubuntu».
Хилл является доцентом в сфере связи в Вашингтонском университете, и работает в качестве члена совета директоров Фонда свободного программного обеспечения.

## Биография
Хилл получил степень магистра в MIT Media Lab и получил докторскую степень в межведомственной программе MIT Sloan школе менеджмента и MIT Media Lab. С осени 2013 года он является доцентом департамента коммуникации в Университете Вашингтона. Он также является сотрудником Центра гражданских СМИ Массачусетского технологического института, где он координирует разработку программного обеспечения для гражданских организаций. Он работал в качестве консультанта и подрядчика проекта One Laptop Per Child. Он является спикером проекта GNU, и работает на Software Freedom International (организации, которая устраивает День свободы программного обеспечения). С 2006 года он состоит в браке с Микой Мацудзаки, на церемонии бракосочетания он использовал математически ограниченные свадебные клятвы.

### Debian
Начиная с 1999 года, Хилл был активным членом Debian. Он был делегатом руководителя проекта Debian, и является основателем и координатором Debian Non-Profit, ответвление Debian, предназначенное для удавлетворения потребности малых некоммерческих организаций. Кроме того, с марта 2003 до июля 2006 года он был членом правления Software in the Public Interest, будучи вице-президентом организации с августа 2004 года.

### Ubuntu
Хилл также является главным разработчиком и одним из основателей Ubuntu и продолжает быть активным участником проекта. В дополнение к техническим обязанностям в первые полтора года работы Ubuntu он координировал организацию сообщества вокруг проекта, как «менеджер сообщества» (позже уступил пост Джоно Бэкону). В этот период он также работал в Canonical Ltd. В рамках проекта до октября 2011 года он был членом общественного совета управления, который осуществлял надзор за всеми нетехническими аспектами проекта. Его работа включала изменения кодекса поведения и внесение разнообразия в проект.

### Другая работа

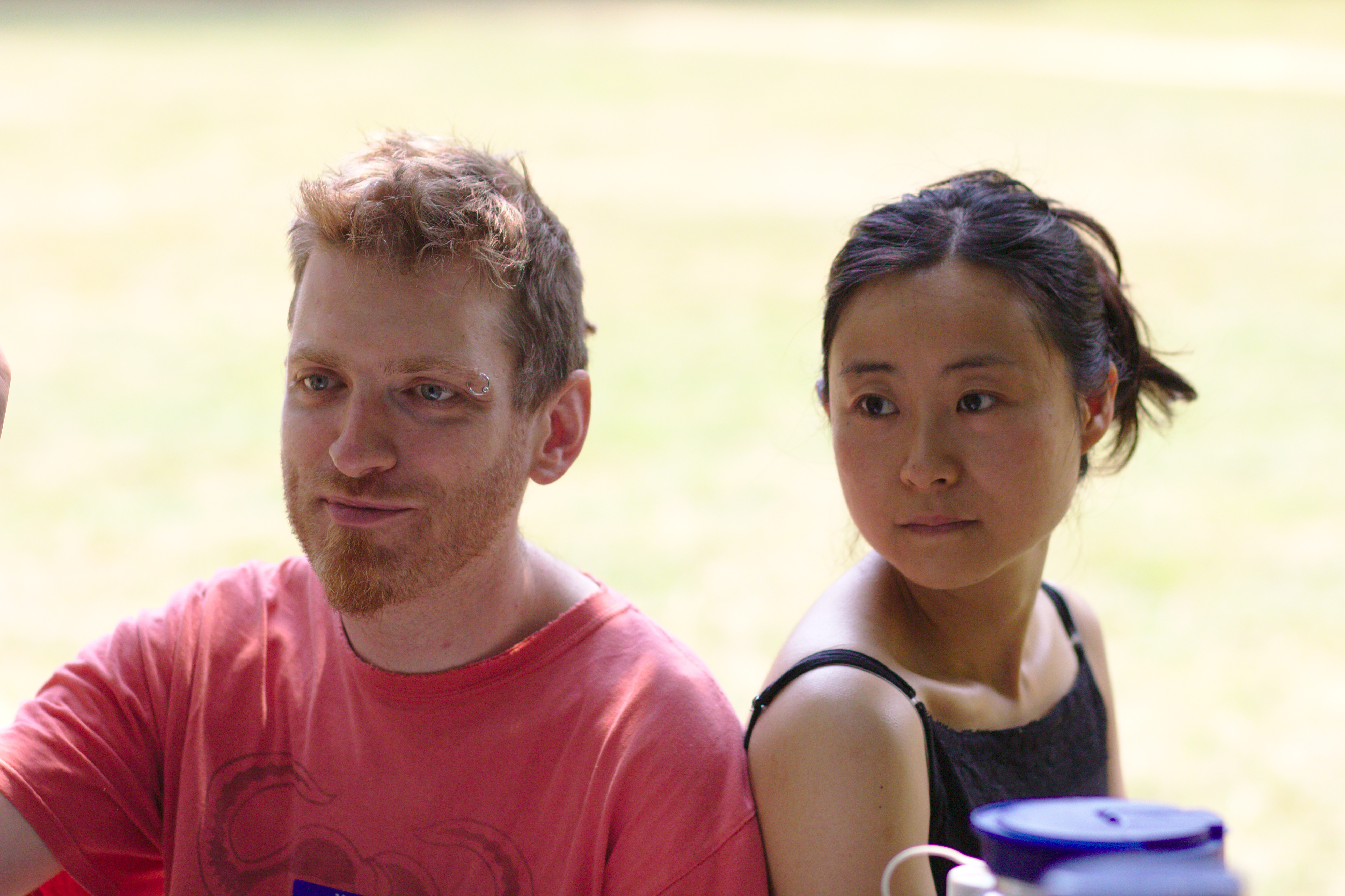
Хилл с женой (2015)

В дополнение к разработке программного обеспечения Хилл пишет научные статьи. Он публиковался в академических книгах, журналах, информационных бюллетенях и онлайн-журналах, в частности журнал Slate напечатал один из его постов в блоге. Он является автором руководств по управлению проектами свободного и открытого программного обеспечения, публиковал научные работы по антропологических, социологических, управленческих и программных инженерных перспективах, писал и говорил об интеллектуальной собственности, авторском праве и сотрудничестве в целом. Он также изучал социологию вовлечения общества в веб-сообщество, часто писал о таких проектах, как Скретч и Википедия. Он публично говорил на эти темы, а также выступил с речью на O’Reilly Open Source Convention 2008.
Хилл в течение нескольких лет работал в качестве консультанта по проектам свободного и открытого программного обеспечения, специализирующихся в координации распространения ПО и стимулированию участия в процессе общества. Он проводит значительное количество времени в путешествиях и участвует в дискуссиях на тему свободного ПО и интеллектуальной собственности, прежде всего, в Европе и Северной Америке.
До недавнего времени Хилл занимался исследованиями в MIT Media Lab. В лаборатории он работал в команде электронной публикации и компьютерной культуры над записывающим ПО и ПО для принятия решений. Один проект, Selectricity, — это инструмент для голосования, который получал призы и гранты от MTV и Cisco. Он был научным сотрудником Центра Интернета и общества Гарварда Беркмана и Центра гражданских СМИ Массачусетского технологического института.
Он является членом консультативного совета Фонда Викимедиа, консультативного совета фонда Open Knowledge и правления Фонда свободного программного обеспечения. В 2009 он стал одним из основателей общественного совета Ubuntu.

## Работы
- Debian GNU/Linux 3.1 Bible ISBN 978-0-7645-7644-7
- The Official Ubuntu Server Book ISBN 978-0133017533
- The Official Ubuntu Book ISBN 978-0-13-243594-9